# Inner Circle (banda)
Inner Circle es un grupo musical de reggae originario de Jamaica. Fue formado en 1968 por los hermanos Ian y Roger Lewis. Entre sus canciones más populares se encuentran "Summer jammin", "Rock With You", "Sweat (A La La La La Long)", "Games People Play" y "Bad Boys" (tema musical de la serie televisiva COPS).

## Historia
Realizan su primer álbum en 1974 bajo el sello Trojan Records. Luego, grabarían para Island Records Everything Is Great en 1979, llegando a estar dentro de las primeras 20 posiciones en el Reino Unido.
El estilo de la banda fue decisivamente marcado por uno de sus miembros el vocalista Jacob Miller, quién murió en un accidente automovilístico el 23 de marzo de 1980. Para el final de los años 1970, Inner Circle con Jacob eran más populares en Jamaica que el mismísimo Bob Marley. En 1978 participan de la película de reggae considerada de culto Rockers.
Después de la pérdida de Jacob Miller la banda se separa pero, en 1982 lanzan otro álbum titulado Something So Good. Finalmente, en 1986 los hermanos Lewis deciden restablecer el grupo y regresan con nuevo vocalista, Calton Coffie con quién lanzarían un nuevo disco llamado One Way.
En 1987, realizan la canción "Bad Boys" y comienzan a autodenominarse "los chicos malos del reggae" (The Bad Boys of Reggae), reeditándolo en 1990. Otro gran éxito llegaría en 1992 con la canción "Sweat (A La La La La Long)".
Durante 1995, Calton Coffie sufre una enfermedad que lo deja inactivo por un largo período, después de su recuperación se desliga de Inner Circle y comienza su carrera como solista. Al poco tiempo, su lugar sería tomado por Kris Bentley.
Para el 2012 se grabó un tema de Inner Circle con Don Omar, del género reguetón, llamado "Fly Away" para el disco Caribbean Connection donde se juntan los exponentes del reggae jamaicano y el reguetón.

## Miembros
Inner Circle está compuesto por los siguientes miembros:
- Ian Lewis (1 de noviembre de 1953) en bajo
- Trevor "Skatta" Bonnick (vocalista)
- Lancelot Hall (7 de febrero de 1960) en percusión
- Roger Lewis (29 de junio de 1951) en guitarra
- Bernard Harvey (25 de octubre de 1956) en teclados
- Andre Philips en guitarra

## Discografía

### Álbumes de estudio
- 1974: Rock The Boat
- 1975: Blame It To The Sun
- 1976: Reggae Thing
- 1977: Ready For The World
- 1978: Heavyweight Dub
- 1978: Killer Dub
- 1979: Everything Is Great
- 1980: New Age Music (último álbum con Jacob Miller)
- 1982: Something So Good
- 1987: One Way
- 1989: Identified
- 1990: Black Roses
- 1990: Rewind!, The Singers (parte II)
- 1992: Bad To The Bone
- 1993: Bad Boys
- 1994: Reggae Dancer (último álbum con Carlton Coffie)
- 1997: Da Bomb
- 1998: Speak My Language
- 1999: Jamaika Me Crazy
- 2000: Big Tings
- 2001: Jah Jah People
- 2001: Barefoot In Negril
- 2004: This Is Crucial Reggae

### EP y grandes éxitos
- 1999: Forward Jah-Jah People

### Sencillos
| Año  | Sencillo                     | U.S. Hot 100 | U.S. R&B | UK Singles | Álbum               |
| ---- | ---------------------------- | ------------ | -------- | ---------- | ------------------- |
| 1979 | "Everything Is Great"        | -            | -        | 37         | Everything Is Great |
| 1979 | "Stop Breaking My Heart"     | -            | -        | 50         | Everything Is Great |
| 1987 | "Bad Boys"                   | 8            | 58       | 52         | One Way             |
| 1992 | "Sweat (A La La La La Long)" | 16           | 73       | 3          | Bad To The Bone     |
| 1993 | "Rock With You"              | 98           | -        | -          | Bad Boys            |
| 1994 | "Games People Play"          | 84           | -        | 67         | Reggae Dancer       |
| 1998 | "Not About Romance"          | 92           | -        | -          | Speak My Language   |